# Дикари (фильм, 2006)
«Дикари» — российская комедия режиссёра Виктора Шамирова, фильм вышел в прокат в ноябре 2006 года. Рабочее название фильма — «Край лета».

## Сюжет
Классический сюжет в фильме отсутствует. Несколько эпизодов, повествующих о «диком» отдыхе. В «миру» все они имеют разные профессии: учитель, инспектор ГИБДД, депутат, доктор, учёный, студент, а на летнем отдыхе все они равны. Все они — «дикари».
Действие происходит в бывшем университетском лагере на берегу моря. Фанерные домики, спортплощадка, пятачок для танцев. Длиннейший дикий пляж. Вокруг лагеря на лесистых холмах стоят палатки дикарей. Интересы людей просты: позагорать, поплавать, поиграть в волейбол, баскетбол, выпить, сходить на дискотеку, найти партнёра для секса. Многие герои вышли из студенческого возраста и могут позволить себе гораздо более комфортабельный отдых, но кончается июль, и они едут провожать лето на берег Чёрного моря.
Сюжет складывается из эпизодов встреч и проводов, пьянок и дружеских подколов, танцев и любви.

## В ролях
| Актёр              | Роль            |
| ------------------ | --------------- |
| Гоша Куценко       | Ай-Яй           |
| Марат Башаров      | Мистер          |
| Тихон Жизневский   | Ваня            |
| Анна Небогатова    | Диана           |
| Дарья Семёнова     | Женя            |
| Ирина Новак        | Алина           |
| Константин Юшкевич | Валерчик        |
| Алексей Горбунов   | Барон           |
| Эвклид Кюрдзидис   | Киса Кацман     |
| Владислав Галкин   | Чёрный          |
| Анатолий Журавлёв  | Вадик           |
| Спартак Сумченко   | Миха            |
| Павел Сборщиков    | Борюсик         |
| Вячеслав Разбегаев | Василий         |
| Александр Гришаев  | Касаткин        |
| Сесиль Плеже       | Аня-француженка |
| Егор Дронов        | Роберт          |

| Актёр                | Роль             |
| -------------------- | ---------------- |
| Андрей Гринев        | Гоблин           |
| Карэн Бадалов        | Князь            |
| Ольга Добрина        | Аннушка          |
| Наталья Дюфрес       | Незнакомка       |
| Людмила Халилуллина  | Старшая Змея     |
| Софья Ледовских      | Средняя Змея     |
| Яна Райская          | Младшая Змея     |
| Дарья Корепанова     | Таня-длинная     |
| Христина Попандопуло | Карина           |
| Анна Ковалева        | Катя             |
| Юрий Яковлев-Суханов | Агапов           |
| Сергей Голюдов       | человек на пляже |
| Юлия Александрова    | Лорик            |
| Игорь Верник         | Мурзя            |
| Елена Полякова       | Рыба             |
| Алина Ольшанская     | Катя             |
| Константин Глушков   | человек в баре   |

## Съёмочная группа
- Продюсеры: Генеральный продюсер Виктор Пискунов, Гоша Куценко
- Автор сценария: Виктор Шамиров
- Режиссёр-постановщик: Виктор Шамиров
- Режиссёры: Александр Мелешко, Сергей Внуков, Екатерина Смородская
- Оператор-постановщик: Денис Панов
- Художник-постановщик: Константин Витавский

Фильм полностью снят в Крыму, съёмки проходили в Балаклаве, Симеизе, Гурзуфе, Алупке и в заказнике Мыс Айя. Рабочее название фильма — «Край лета». В фильме состоялся дебют студентов Щукинского театрального училища Тихона Жизневского и Анны Небогатовой.